# 綾部半次郎
綾部 半次郎（あやべ はんじろう、生没年不詳）は明治時代の地本問屋である。

## 略歴
明治時代に日本橋区四日市2番地で地本問屋を営業している。小林清親、安達吟光の錦絵を出版している。

## 作品
- 小林清親 「海洋島沖西京丸奮戦之図」 大判3枚続 明治27年
- 小林清親 「平壤激戦我軍大勝利之図」 大判3枚続 明治27年
- 安達吟光 「牙山凱旋歓迎之図」 大判3枚続 明治27年